# Cumiès
Cumiès – miejscowość i gmina we Francji, w regionie Oksytania, w departamencie Aude.
Według danych na rok 1990 gminę zamieszkiwało 36 osób, a gęstość zaludnienia wynosiła 9 osób/km² (wśród 1545 gmin Langwedocji-Roussillon Cumiès plasuje się na 864. miejscu pod względem liczby ludności, natomiast pod względem powierzchni na miejscu 1054.).